# Colitis ulcerosa
Colitis ulcerosa (CU) is een ontstekingsziekte (-itis) van de dikke darm (het colon) die met zweervorming (ulcera) gepaard gaat. Samen met de ziekte van Crohn is het de belangrijkste chronische darmontsteking.

## Algemeen
Colitis ulcerosa is een chronische inflammatoire darmziekte (ook wel Inflammatory Bowel Disease genoemd, afgekort IBD). Het betreft een chronische ontsteking van het slijmvlies van de dikke darm. In tegenstelling tot de ziekte van Crohn komt het alleen in de dikke darm (colon) voor. Colitis ulcerosa begint altijd in de endeldarm, maar kan zich langzaam over de hele dikke darm uitbreiden. De aantasting is continu; tussen de aangetaste segmenten darm zijn geen niet-aangetaste zones ("skip lesions", dewelke wel voorkomen bij de ziekte van Crohn). Bij 75% van de patiënten beperkt de ontsteking zich tot het linkerdeel van de dikke darm (het dalende deel). Ook zijn er patiënten die alleen een ontsteking van de endeldarm hebben (proctitis). Bij pancolitis is de ziekte zo ernstig is dat de volledige dikke darm aangetast is.
De belangrijkste klachten zijn diarree-aanvallen en bloed bij de ontlasting. Vaak klaagt de patiënt over buikpijn, vermoeidheid en koorts. Periodes met deze klachten gaan vaak spontaan weer over, waardoor patiënt en dokter denken dat de 'buikgriep' genezen is. Wanneer de symptomen echter langere tijd bestaan of terugkomen, gepaard met groot verlies van gewicht, moet altijd aan de diagnose colitis ulcerosa gedacht worden.
Verschijnselen van ontsteking buiten de dikke darm zijn bij colitis ulcerosa zeldzaam. In ongeveer 5% van de gevallen kunnen huid-, oog- en gewrichtsklachten optreden en ontsteking van het leverweefsel. Meestal gaan deze verschijnselen gepaard met vermeerderde activiteit van de colitis.

## Oorzaken
De exacte oorzaak van colitis ulcerosa is onbekend. Wel zijn verschillende factoren bekend die eraan bijdragen.
- Blootstelling aan de giftige stof PFOA.[3][4][5]
- Abnormale samenstelling van de microflora (bacteriën in de darmen).
Factoren die bacteriesamenstelling van de darm kunnen veranderen zijn een Westers dieet (veel suikers en vetten), antibiotica en chemokuren en overmatige hygiëne. Een abnormale afweerreactie in de slijmvliezen van de darm tegen de bacteriën die zich daar bevinden, ligt ten grondslag aan de beschadiging van de darm bij CU-patiënten. De microflora van patiënten met CU verschilt aanmerkelijk met die van gezonde mensen. De hoeveelheden van de verschillende soorten bacteriën zijn afwijkend en de plaatsen waar de bacteriën zich in de darm bevinden verschillen. Hierdoor ontstaan mogelijk plekken in de darm die chronisch ontstoken zijn. Studies met probiotica en antibiotica laten zien dat er therapeutische winst te behalen valt uit het manipuleren van de bacteriën in de darmen.[6][7]
- Afwijkingen van de epitheelcellen.
De epitheelcellen van patiënten met CU functioneren anders dan die van gezonde mensen:
  - Verminderde beta-oxidatie (speelt een rol bij de afbraak van vetzuren).
  - De wand van de cellen is makkelijker doordringbaar; ze zijn minder goed beschermd.
  - Bij onderzoek van darmwandbiopten van mensen met IBD stelde men verhoogde oxidatie vast.[8][9] Recent is een artikel gepubliceerd dat een theoretisch model voorstelt dat deze verhoogde oxidatie mogelijk kan verklaren. Er wordt met name gesteld dat de darmwandcellen van mensen met colitis ulcerosa over een ontoereikend vermogen beschikken om het antioxidantenpotentiaal op peil te houden. Als gevolg daarvan is er onvoldoende verweer tegen toxische elementen uit de omgeving die in de darm terechtkomen, zodat er in de darmwandcellen verhoogde oxidatieve stress ontstaat met ulceraties en bloedingen tot gevolg.[10] Er wordt ook verband gelegd tussen deze oxidatieve stress en carcinogenese.[11]
  - Butyraat (een stofwisselingsproduct) kan niet als voedingsstof door deze cellen worden gebruikt, waardoor sommige afsterven.
  - Afwijkingen in de genen voor bepaalde receptoren, waardoor deze epitheelcellen vatbaarder zijn voor bacteriën.
  - De cellen hebben een tekort aan van nature voorkomende antibacterieel werkende stoffen (defensines).[7]
- Erfelijkheid.[6][7]
Kinderen van een ouder met CU hebben een 5 maal grotere kans dat zij ook de ziekte zullen krijgen. De genen IBD1 tot en met IBD9 worden met de ziekte van Crohn en CU in verband gebracht. Andere betrokken genen zijn het NFkappaB1-gen, betrokken bij immuunreacties, en de genen die coderen voor de toll-like receptoren 4 en 9, die van invloed zijn op de bescherming tegen bacteriën. De rol van genetica blijkt ook uit het volgende:
  - CU komt in sommige families veel voor.
  - Bij gezinsleden vertoont de ziekte vaak hetzelfde verloop.
  - Veelvuldig voorkomen van de ziekte bij bepaalde etnische groepen (vb. Asjkenazische Joden).
- Stress.
 Stress, depressie, sterfte, scheiding en andere ingrijpende gebeurtenissen kunnen het verloop van CU verslechteren[7], maar zijn niet de primaire oorzaak. Als de ziekte in een rustige fase verkeerde kan zij hierdoor overgaan in een acute ontstekingsfase.
- Voeding.
Er zijn aanwijzingen dat een dieet met veel melkproducten en weinig voedingsvezels een negatief effect kan hebben. Dit zou met name door de zwavel bevattende melkeiwitten worden veroorzaakt. Ons moderne dieet zou ook bijdragen aan de toename van chronische darmontstekingen.[7] Het elimineren van deze en andere producten uit de voeding heeft in veel gevallen verbetering tot gevolg.
- Appendectomie.
Het verwijderen van het wormvormige aanhangsel van de blindedarm op jonge leeftijd (< 20 jaar) vermindert de kans op het krijgen van CU met 70 procent.[7]

## Diagnose
Het stellen van de diagnose duurt weleens enige maanden. Soms is het in het begin nog niet goed duidelijk of er inderdaad sprake is van een chronische darmontsteking. Aan de andere kant komt het voor dat de diagnose wordt gesteld tijdens een (spoed)operatie, bijvoorbeeld omdat er een blindedarmontsteking wordt vermoed. Bij gerichte verdenking (langer dan een week of twee bloederige diarree) zal de arts meestal een bloedonderzoek en een korte coloscopie aanvragen waarmee de diagnose vaak al binnen een week rond is.
- Anamnese.
Eerst zal de arts met aanvullende vragen proberen een beter beeld te krijgen van de klachten. Dat zijn vragen over de aard en de duur van de buikpijn en de diarree, over eventueel gewichtsverlies, afwijkingen rond de anus en klachten van huid, gewrichten en ogen. Ook wordt meestal gevraagd naar het voorkomen van deze klachten in de omgeving of bij familieleden.

- Lichamelijk onderzoek.
Ook al worden er vaak geen afwijkingen gevonden, het lichamelijk onderzoek blijft belangrijk. Het gewicht, de algemene indruk en het onderzoek van ogen, gewrichten, huid en vooral van buik en anus zijn belangrijk voor diagnose en behandeling. Daarnaast wordt gelet op fistels of andere afwijkingen rond de anus.

- Laboratoriumonderzoek.
Allereerst wordt het bloed onderzocht. Bloedonderzoek bestaat meestal uit kijken of er sprake is van bloedarmoede (hemoglobinegehalte of Hb), van een ontsteking (bloedbezinking of BSE) of van een slechte voedingstoestand (albuminegehalte). Een extra hulpmiddel in de diagnose is het bepalen van p-ANCA-antistoffen (perinucleair antineutrophil cytoplasmatic antibodies) en antistoffen tegen bakkers-en biergist (zogeheten anti-Saccharomyces cerevisiae antibodies, ofwel ASCA). Meer dan de helft van de patiënten heeft deze p-ANCA-antistoffen. Positieve p-ANCA-antistoffen i.c.m. negatieve ASCA-antistoffen, is suggestief voor colitis ulcerosa. Indien andersom (negatieve p-ANCA en positieve ASCA), kan dit passen bij de ziekte van Crohn. Toont het bloedonderzoek verder geen afwijkingen aan, dan is IBD minder waarschijnlijk, maar niet onmogelijk. De ontlasting wordt meestal onderzocht om andere oorzaken van de klachten uit te sluiten. Dat kan bijvoorbeeld een infectie zijn met bacteriën, parasieten of wormen. Soms wordt gevraagd de ontlasting gedurende enige dagen op te sparen om te onderzoeken of het vetgehalte hierin verhoogd is. Dat kan een teken zijn van een verstoorde vetopname.

- Endoscopie.
De endoscopie is meestal het onderzoek waarmee de diagnose wordt gesteld of verworpen. Met behulp van een flexibele endoscoop, een dunne en soepele slang, kan het inwendige van de dikke darm en een deel van de dunne darm in beeld worden gebracht. Op deze manier kan zichtbaar worden gemaakt of, en waar, er een ontsteking is. Daarbij kunnen met een tangetje kleine weefselstukjes (biopten) worden weggenomen om onder de microscoop te onderzoeken. Het endoscopische beeld van de darm, gecombineerd met microscopisch onderzoek van de genomen biopten, leveren samen de diagnose. Voordat een endoscopie plaats kan vinden, moet de darm eerst zo goed mogelijk geleegd worden. Zo kan een optimaal onderzoek van de binnenkant van de darmwand plaatsvinden. Dit leegmaken gebeurt bij een volledige coloscopie meestal de dag voor het onderzoek. De patiënt drinkt dan een laxeervloeistof en mag die dag verder alleen vloeibaar voedsel gebruiken. Vlak voor het onderzoek wordt vaak nog een klysma toegediend. Via de anus wordt hierbij een vloeistof ingebracht om de resterende ontlasting te verwijderen. Bij een "korte coloscopie" is dit vaak het enige wat nodig is.

Röntgenonderzoek, echografie en CT-scans zoals hieronder besproken zijn slechts bij hoge uitzondering nodig of behulpzaam bij de diagnostiek van colitis ulcerosa.
- Röntgenonderzoek.
Dit wordt vooral uitgevoerd voor het onderzoek van de dunne darm. Meestal wordt door een dunne sonde, via een neusgat, contrastvloeistof in de dunne darm gebracht. Daarna worden foto's gemaakt. Op deze manier kan onderzocht worden of er een ontsteking of een vernauwing (stenose) is in de dunne darm en of er verbindingen tussen darm en andere organen bestaan (fistels). Ook hier geldt weer dat de darm zo goed mogelijk geleegd dient te zijn. Ook van de dikke darm kan een foto worden gemaakt. Dit heet een 'X-Colon'. Hierbij wordt bariumpap met een kleine sonde via de anus in de dikke darm gebracht. Vervolgens worden röntgenfoto's gemaakt.

- Echografie.
Echografie wordt soms toegepast bij IBD om te zien of de darmwand verdikt is en of er een ontsteking is buiten de darm. Nadat de huid is ingesmeerd met een ultrageluidgeleidende gel, gaat de arts met een apparaatje over de buikwand. Dat apparaatje zendt geluidsgolven uit die weer worden teruggekaatst, vandaar de naam 'echo'. Deze echo wordt opgevangen en omgezet in een beeld op de echograaf.

- CT-scan.
Een CT-scan wordt vooral gemaakt om te onderzoeken of er een abces (pus in een holte) is in de buik. De dag voor het onderzoek drinkt de patiënt contrastvloeistof. Op de dag zelf wordt de patiënt in liggende houding door een röntgenapparaat geschoven. De radiodiagnostisch laborant maakt zo foto's van de buik waarop de inwendige organen in detail kunnen worden bestudeerd.

## Behandeling

### Medicijnen
Vaak zal na het stellen van de diagnose een behandeling met medicijnen worden gestart. Deze medicijnen dienen enerzijds om de ontsteking af te remmen, anderzijds onderdrukken ze het ontstaan van nieuwe ontstekingen. Daarnaast worden vaak medicijnen voorgeschreven om bloedarmoede en diarree tegen te gaan. Een IBD-patiënt moet dus in het algemeen langdurig worden behandeld met geneesmiddelen en ook langdurig door een specialist worden begeleid. De behandeling van IBD wordt symptomatisch genoemd, gericht op remming van de ontsteking. Dit betekent dat de behandeling de klachten en verschijnselen onderdrukt, maar de ziekte zelf niet geneest. Ongeveer 80% van de IBD-patiënten gebruikt langdurig medicijnen.
Naast gunstige effecten, kunnen in sommige gevallen ook bijwerkingen optreden. Dit is een van de redenen waarom bij langdurig gebruik van geneesmiddelen regelmatig het bloed wordt gecontroleerd. De keuze van medicijnen is afhankelijk van de ernst van de ontsteking en van de plaats. Zo zijn er medicijnen die voornamelijk werken in de dunne darm. Andere werken juist in het laatste gedeelte van de dikke darm.
Medicijnen kunnen op verschillende manieren worden toegediend: via de mond, via een bloedvat of via de anus met een zetpil of een klysma. Daarnaast zijn er medicijnen die op een bepaalde plaats in het lichaam werken en andere die in het hele lichaam werken. De toedieningswijze van een medicijn is afhankelijk van de plaats waar de ontsteking zich bevindt.
De belangrijkste geneesmiddelen zijn:
- Salazopyrine: het oudst bekende middel tegen IBD, ontstekingsremmend, tabletvorm.
- 5-ASA-preparaten: het actieve bestanddeel van salazopyrine, ontstekingsremmend, in tabletvorm of als klysma. Indien de patiënt niet overgevoelig is, kan dit op de lange termijn gegeven worden, en valt het daarmee onder het kopje "onderhoudsmedicijn". Er zijn weinig bijwerkingen.
- corticosteroïden:
  - Prednison: dit middel is sterker werkzaam dan 5-ASA-preparaten, maar wordt vanwege de bijwerkingen alleen ingezet als niet of niet voldoende op een ander medicijn gereageerd wordt. Er zijn sinds een aantal jaren ook lokaal werkende corticosteroïden zoals Budesonide. Deze kenmerken zich door een even sterke werkzaamheid en zouden minder bijwerkingen hebben. Er zijn diverse bijwerkingen bij gebruik van Prednison, die in mindere mate aanwezig zijn bij Budesonide. Op de lange termijn is botontkalking een bekende bijwerking, die met extra kalk tegengegaan wordt.
- Azathioprine: wordt wel gebruikt naast Prednison om de bijwerkingen te verminderen. Het duurt gemiddeld 2 tot 3 maanden voor de therapie resultaat geeft. Tablet of intraveneus (in de ader).
- Methotrexaat: beïnvloedt het afweersysteem.
- Infliximab (anti-TNF): een van de nieuwere middelen die geregistreerd is voor de behandeling van ernstige actieve ziekte van Crohn en bij matige tot ernstige actieve colitis ulcerosa bij patiënten die niet voldoende reageerden op een conventionele therapie met inbegrip van corticosteroïden en 6-MP of AZA, of die dergelijke therapieën niet verdragen of die medische contra-indicaties hebben voor dergelijke therapieën. Ook bekend onder de naam Remicade.
- Vedolizumab: in het preparaat Entyvio is een monoklonaal antilichaam aanwezig. Een monoklonaal antilichaam is een antilichaam (een soort eiwit) dat een specifieke structuur in het lichaam (een zogenaamd antigeen) kan herkennen, waarna het zich aan dit antigeen bindt. Vedolizumab is gemaakt om zich te binden aan ‘alfa-4-beta-7-integrine’, een eiwit dat meestal wordt aangetroffen op het oppervlak van bepaalde witte bloedcellen in de darm. Bij colitis ulcerosa en de ziekte van Crohn zijn deze cellen betrokken bij het veroorzaken van ontstekingen in de darm. Door alfa-4-beta-7-integrine te blokkeren, vermindert Vedolizumab de ontsteking in de darm en de symptomen van deze ziektes. Via infuus toe te dienen. Het beïnvloedt het lokale afweersysteem in de darm en is een in verhouding dure vorm van medicatie, waar nog geen advies voor is vastgesteld bij de medicamenteuze behandeling van colitis ulcerosa.[12]
- Interleukine-10: experimenteel middel.

### Operatie
In sommige gevallen is het nodig een darmoperatie uit te voeren. Dit kan bijvoorbeeld het geval zijn bij een ernstige vernauwing van de darm of bij het niet reageren op medicijnen. De aanpak bij de ziekte van Crohn en colitis ulcerosa is hierbij duidelijk verschillend. Bij colitis ulcerosa zal men in het algemeen de hele dikke darm weghalen om daarna een verbinding tussen de dunne darm en de anus te maken. Tegenwoordig wordt bij colitis ulcerosa vaak gekozen voor het aanleggen van een zogenoemde "pouch". Hierbij wordt een reservoir van de dunne darm gemaakt dat ervoor zorgt dat de ontlasting weer tijdelijk kan worden opgevangen. Bij de ziekte van Crohn opereert men zo spaarzaam mogelijk. Als er geopereerd wordt, neemt men vaak het laatste gedeelte van de dunne darm en het begin van de dikke darm weg. Men kan ook een vernauwing (stenose) verwijderen, een fisteloperatie uitvoeren of een abces insnijden. Bij een aantal mensen met de ziekte van Crohn of met colitis ulcerosa is het soms noodzakelijk een tijdelijke of blijvende kunstmatige darmuitgang aan te leggen: een stoma.

### Het beloop
Een probleem bij colitis ulcerosa is de onzekerheid over het verdere beloop. Soms blijft de ontsteking beperkt tot een klein deel van de darm. In andere gevallen beslaat de ontsteking een veel groter gedeelte van de darm. Er zijn grote verschillen in ernst en aard van de klachten en in het resultaat van de behandeling. De meeste patiënten kunnen na behandeling weer een gewoon leven leiden. Zij hebben betrekkelijk weinig klachten. De kwaliteit van hun leven is vergelijkbaar met die van mensen zonder IBD. Een aantal patiënten met IBD heeft echter een zeer moeilijk te controleren ontsteking. Daarvoor is uitgebreide behandeling met medicijnen nodig. Soms is ziekenhuisopname noodzakelijk en een operatie. Ook moeten de meeste patiënten regelmatig gecontroleerd worden door een specialist. Dit is in het algemeen een internist, een gastro-enteroloog, een kinderarts en/of een chirurg. Zeker bij medicijngebruik vindt geregeld bloedonderzoek plaats. Bij patiënten die niet goed reageren op de behandeling is soms opnieuw een endoscopisch onderzoek nodig.
- Zwangerschap.
In het algemeen hebben vrouwen met IBD net zo veel kans op een normale zwangerschap als vrouwen zonder IBD. Het beloop van de ziekte tijdens een zwangerschap is soms beter, soms slechter, maar meestal gelijk aan het beloop zonder zwangerschap. De meeste medicijnen kunnen zonder problemen worden gebruikt. Bij twijfel is het echter aan te raden met uw behandelend arts te overleggen. De begeleiding van de zwangerschap, waarbij vooral zal worden gelet op de groei van het kind, wordt meestal gedaan door een gynaecoloog.

- Complicaties.
De meeste mensen met een chronische darmziekte reageren gunstig op behandeling. Als de klachten na behandeling niet verminderen of zelfs verergeren of als de ontsteking zich uitbreidt tot buiten het darmkanaal, wordt dat beschouwd als een complicatie van IBD. Complicaties worden bij circa 10 tot 20% van de patiënten gezien. Uitbreiding van de ziekte buiten de darm betreft voornamelijk ontstekingen van de gewrichten, de huid, de ogen en de lever. Opvlamming van gewrichtsklachten loopt vaak parallel met een opleving van de darmontsteking.

- Kwaadaardige ontaarding.
Dit is een van de meest voorkomende, maar vaak onuitgesproken angsten van de patiënt. Bij langdurige en uitgebreide ontsteking van de dikke darm is de kans op het ontstaan van darmkanker licht verhoogd. Dit is de reden waarom na ongeveer tien jaar vaak een zogenoemde 'screening coloscopie' wordt uitgevoerd. Dan worden veel weefselstukjes weggenomen voor onderzoek onder de microscoop. Duidelijk is geworden dat de kans op het krijgen van darmkanker bij IBD-patiënten veel kleiner is dan altijd werd aangenomen.

## Prevalentie IBD
Ongeveer 35.000 (2003) mensen in Nederland hebben IBD. Er was het laatste kwart van de 20e eeuw een duidelijke stijging van het aantal mensen met de ziekte van Crohn te zien en in mindere mate ook van mensen met colitis ulcerosa. Per jaar wordt de diagnose ziekte van Crohn bij ruim 1000 nieuwe patiënten gesteld en colitis ulcerosa bij ongeveer 1500 nieuwe patiënten. Het komt erop neer dat er in Nederland per jaar ongeveer 2500 nieuwe IBD-patiënten bij komen. De ziekte wordt voor een groot deel voor het eerst op jongere leeftijd geconstateerd. De ziekte van Crohn wordt iets meer bij vrouwen en colitis ulcerosa juist iets vaker bij mannen gezien. IBD is een chronische ziekte. Dit betekent dat de meeste mensen met IBD, kortere of langere periodes met klachten blijven doormaken.

## Ondersteuning
Colitis ulcerosa wordt over het algemeen door de patiënten een 'zware' ziekte gevonden. Er zijn diverse patiëntenverenigingen actief in Nederland en België. Op de websites van Crohn-Colitis Ulcerosa Vereniging Nederland (CCUVN), CCUVNJONG, Darmwereld vzw alsmede CCJongeren kunnen informatie en ondersteuning met betrekking tot de aandoening verkregen worden.